# Calvin et Tyco

Calvin et Tyco (Life is Ruff) est un téléfilm de la collection des Disney Channel Original Movie réalisé par Charles Haid en 2005.

## Synopsis
Le jeune Calvin Wheeler adopte un chien, Tyco, pour participer à un concours canin et espérer empocher la prime de cinq mille dollars et pouvoir enfin s'acheter l'album n°1 de sa bande dessinée préférée qui ne coûte pas moins de trois mille dollars.

## Distribution
- Kyle Massey (VF : Gwenaël Sommier) : Calvin Wheeler
- Kay Panabaker (VF : Kelly Marot) : Emily Watson
- Mitchel Musso (VF : Louis Lecordier) : Raymond Figg
- Carter Jenkins (VF : Yann Le Madic) : Preston Price
- Mark Christopher Lawrence (VF : Paul Borne) : le père de Calvin
- Judith Moreland (VF : Sophie Arthuys) : la mère de Calvin
- Ibrahim Abdel-Baaith (VF : Paolo Domingo) : Rondel
- Yolanda Wood : la mère de Rondel
- Eric Deng : Miles
- Kelly Coombs (VF : Christelle Reboul) : Julie
- Sean Sekino (VF : Charles Pestel) : Simon Gimple
- Joel Bishop (VF : Xavier Béja) : Chuck

 Source et légende : version française (VF) sur RS Doublage et carton du doublage français.